# Орлов, Василий Иванович (1879)
Василий Иванович Орлов (22 ноября 1879, Гродно — 20 декабря 1917, Севастополь) — русский морской офицер, капитан 2-го ранга. Участник Русско-японской и Первой мировой войны. Расстрелян в 1917 году в ходе красного террора в Севастополе.

## Биография
Родился в 22 ноября 1879 года в Гродно. Потомственный дворянин Таврической губернии. Отец лейтенант, затем капитан 1-го ранга, заведующий судоходством на реке Неман. В 1892 году в поступлении в Морской кадетский корпус было отказано, поступил 2 сентября 1893 года. Закончил Морской кадетский корпус в 1899 году. 
Участник русско-японской войны. Участник похода 2-й ТОЭ и сражения в Цусимском проливе на крейсере «Владимир Мономах». В японском плену до 2 января 1906 года.
Окончил Штурманский офицерский класс (1905), Артиллерийский офицерский класс (1908).
4.06.1909 г. – 21.12.1909 исполняющий должность старшего офицера броненосца «Ростислав», по 20.09.1909 г. в плавании.
09.06.1914 – 9.02.1915 старший офицер линейного корабля «Три Святителя».
Участник Первой мировой войны на Черноморском флоте в составе Минной бригады. Командир эскадренного миноносца «Капитан-лейтенант Баранов» 9.02.1915—24.07.1916. Командир эскадренного миноносца «Пылкий». Награжден Георгиевским оружием в январе 1917 года. Капитан 2-го ранга, командир линейного корабля «Иоанн Златоуст» в июле 1917 — декабре 1917 года. Расстрелян большевиками в ночь с 19 на 20 декабря 1917 года в ходе красного террора в Севастополе.
«Крымский вестник» писал: «С наступлением сумерек 19 декабря в арестный дом морского ведомства явилось со списком несколько человек матросов, которые потребовали выдачи им семи офицеров и священника Чефранова. Под угрозой взять назначенных лиц силой, последние были выданы и расстреляны отрядом матросов… Как нам известно, расстреляны следующие лица: священник Чефранов, старший лейтенант Погорельский, лейтенант Дубницкий, подполковник Грубер, капитан второго ранга Орлов, доктор Куличенко, капитан первого ранга Климов и старший лейтенант Марков».

## Семья
Жена (брак 9.02.1907) - Зинаида Васильевна, в девичестве Соколова, дочь действительного статского советника. 
Дочери Екатерина (27.05.1910), Вера (29.12.1912), Надежда (01.02.1914).

## Награды
- серебряная медаль памяти Русско-японской войны (1906),
- орден Св. Анны 3-й ст. с мечами и батом «за участие в бою с японским флотом 14-го и 15-го мая 1905 года» (08.01.1907),
- императорский приз за лучшую стрельбу из орудий (МВ № 253 от 17.11.1907),
- св.-бр. медали «В память 100-летия Отечественной войны 1812 года» (26.12.1912),
- медаль «300 лет дому Романовых» (1913),
- памяти 200-летия Гангутской победы (1915),
- орден Св. Станислава 2-й ст. (22.03.1909), мечи к нему (ЧФ № 14 от 06.01.1915, утв. 29.02.1916),
- орден Св. Владимира 4-й ст. с мечами и бантом «за отличие в делах против неприятеля» (МШ ВГК № 118 от 22.05.1916, утв. 13.06.1916),
- орден Св. Анны 2-й ст. с мечами «за отличное мужество и прекрасную распорядительность, проявленные в операциях флота 13-31 марта сего года» (ЧФ № 443 от 15.05.1916, утв. 11.09.1916),
- Георгиевское оружие (ЧФ от 18.10.1916, утв. ВП от 09.01.1917)